# 탄금공원

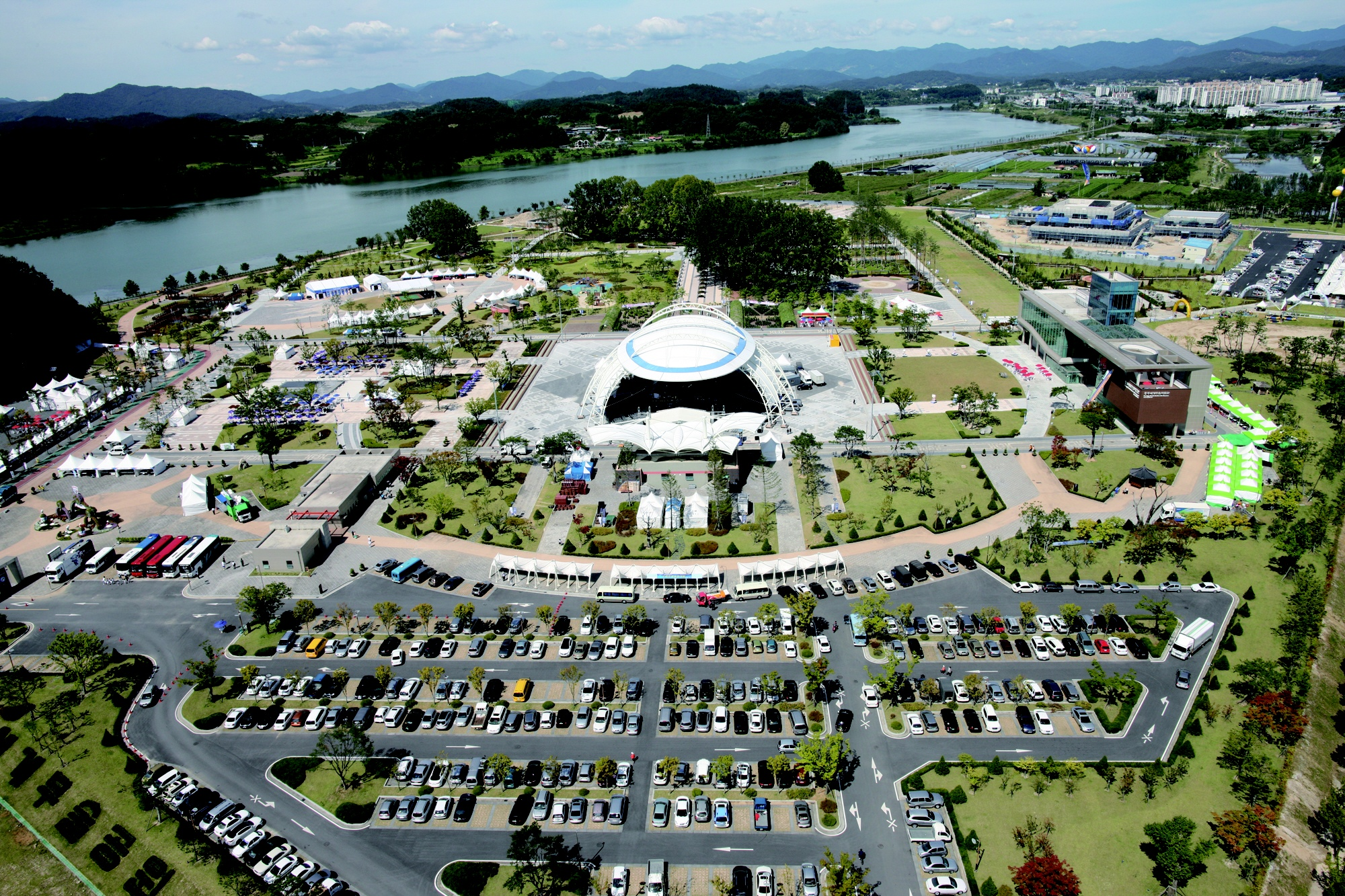
탄금공원

탄금공원은 1989년 충주댐 준공 시 한강 주변의 관광지 조성 필요성이 대두됨에 따라 관광지로 계획하게 되었다. 탄금공원은 충청북도 충주시 남한강로 24에 위치하고 있다. 총 부지 면적은 617,000m2이다.
충청북도 충주시는 국가무형문화재 제76호로 등록된 전통무술 택견의 본고장으로서 세계의 무술과 문화가 함께 어우러진 충주세계무술축제를 1998년부터 개최되고 있다. 충주세계무술축제는 세계에서 유일하게 유네스코(UNESCO)가 공식 후원하는 세계인의 무술축제이다.
원래 세계무술공원이었지만 2023년 1월에 탄금공원으로 바뀌었다.

## 부대 시설
탄금공원에는 남한강 강변 제방을 따라 산책로와 자전거도로가 설치되어 있으며, 공원의 정문 옆에는 잔디 축구장이 있다. 공원 안에는 세계무술박물관과 무인민속촌, 야외공연장, 연못과 물레방아, 돌 미로원, 수석공원, 중원문화재연구소 등의 시설이 있으며, 인근에 능암늪지 생태관람공원이 있다.

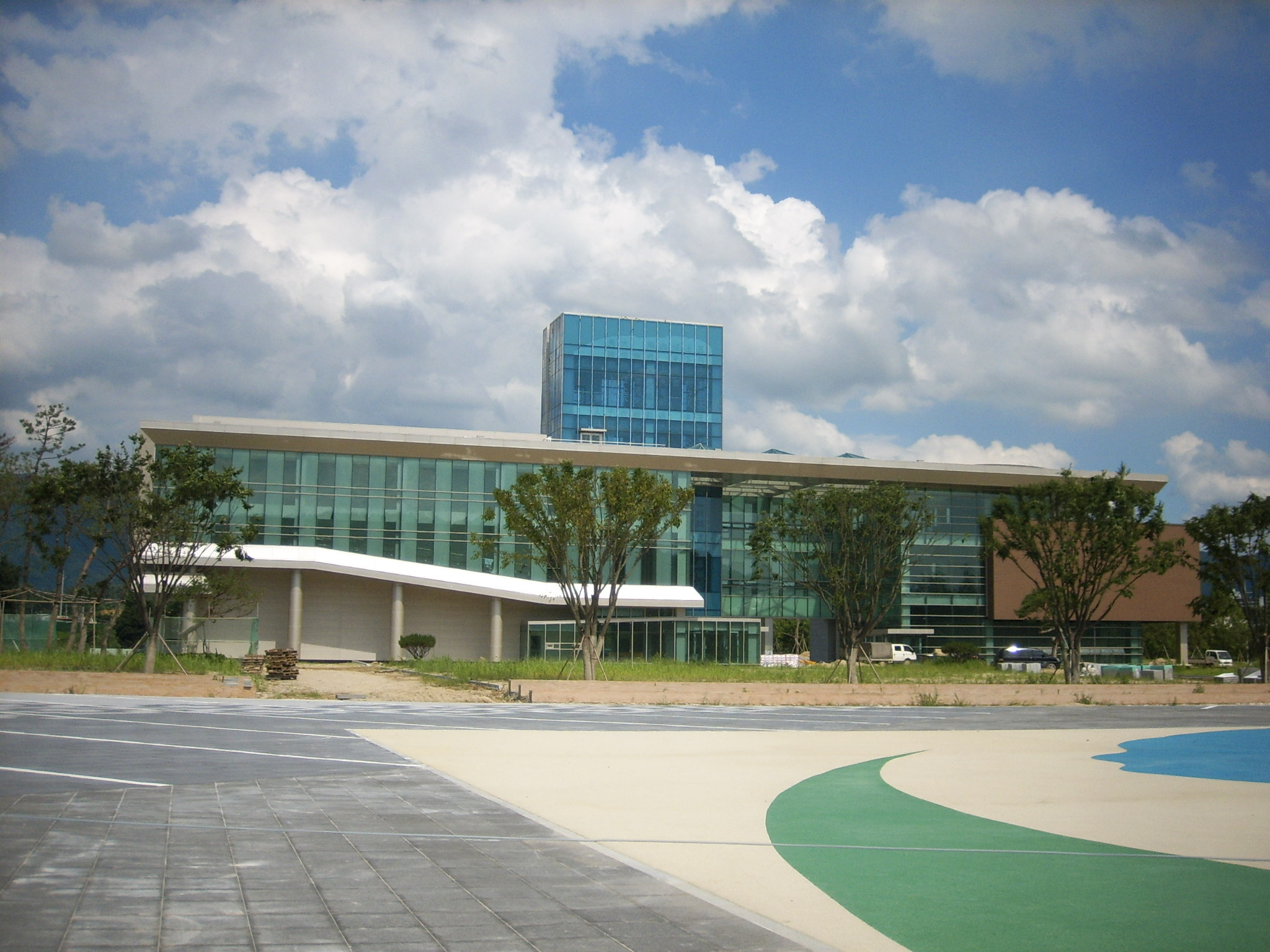
세계무술박물관

### 세계무술박물관
지하1층 지상5층, 연면적은 4,125m2(1,250평)의 규모로 2010년 10월 개장하였다. 773점의 유물을 전시·수장하고 있다. 세계무술축제의 역사와 활동, 한국무술의 역사, 오대양 육대주 각 대륙별 무술의 소개, 무술과 관련된 체험공간으로 꾸며져 있으며, 소규모 공연 및 세미나실로 활용할 수 있는 강당과 전시실을 갖추고 있다.

### 야외 대공연장
야외 대공연장은 천막 구조로 우천 시에도 각종 대규모 행사 및 공연을 할 수 있는 전천후 공연장으로 약 3,000여 명을 수용할 수 있다.

### 돌미로원
공원 내 돌미로원은 남한강 호박돌을 이용해 조성되었으며, 2013년 5월 개장하였다. 총연장 2,090m, 면적 8,400m2 규모의 Healing Stone으로 충주 특산물인 사과와 태극문양을 모티브로 디자인되었다.

### 수석공원
박물관 우측으로 조성된 수석공원은 남한강 유역의 수석으로 조성한 공간이다. 남한강 수석의 우수성을 홍보하기 위해 관내 산재한 수석을 모아 조성한 수석공원에는 조각품 92점을 전시하고 있다.

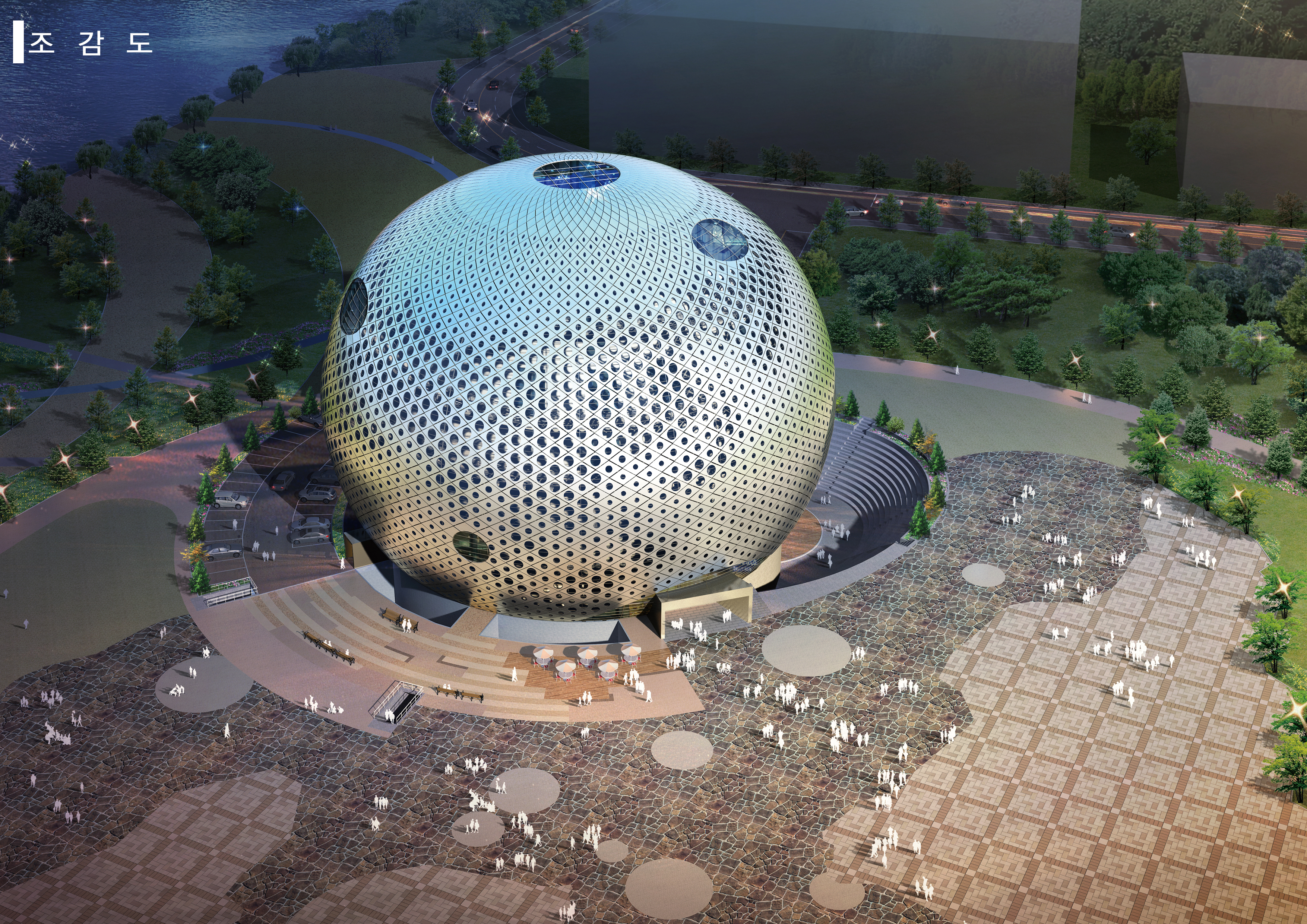
UN기념관(컨벤션센터)

### UN기념관(컨벤션 센터)
탄금공원 부지 내 지하1층 지상8층 연면적 14,853m2의 규모로 철근콘크리트조와 철골조 복합 건축물로 조성될 예정이다.

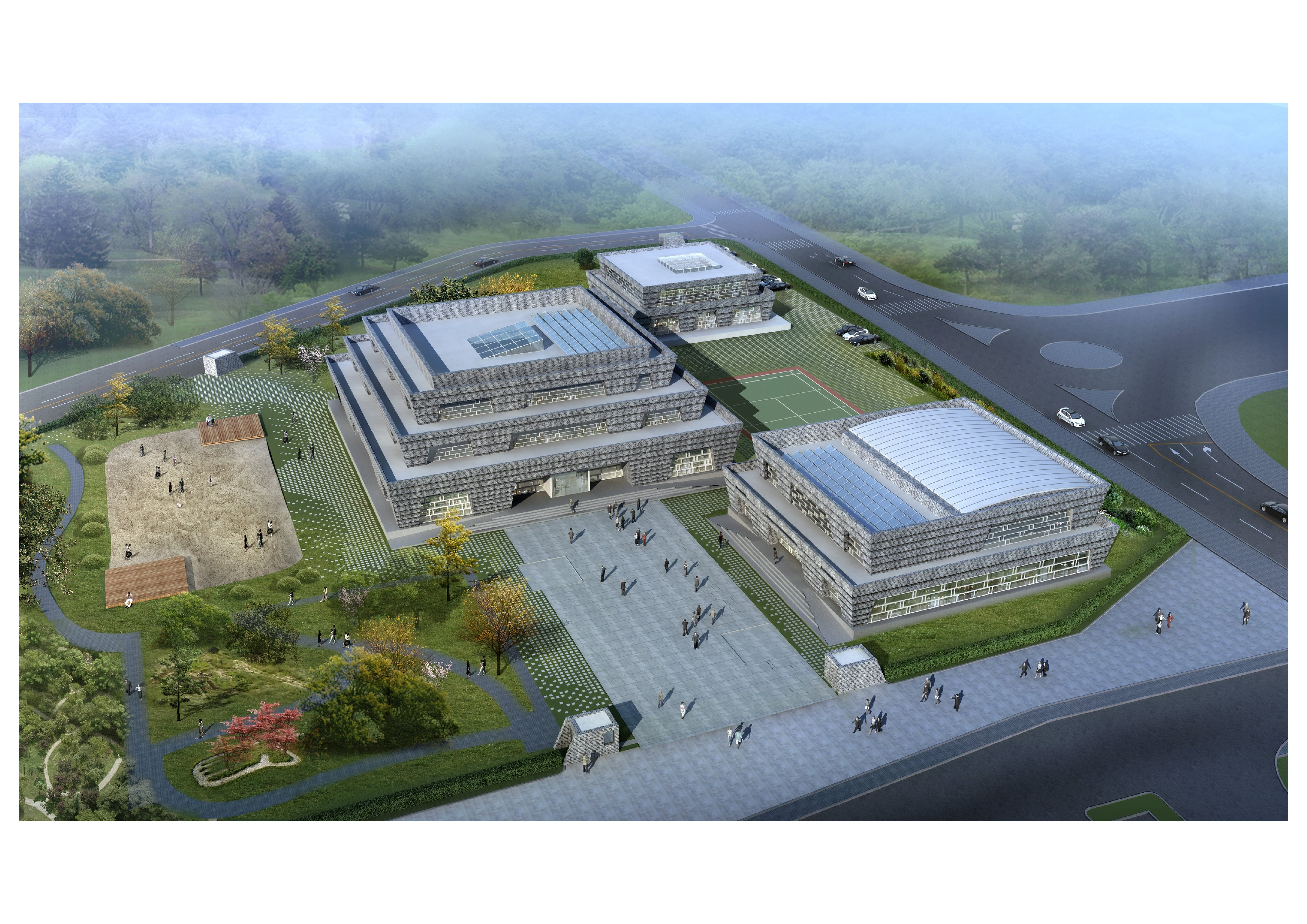
국립중원문화재연구소

### 국립중원문화재연구소
공원 내에 있는 국립중원문화재연구소는 부지면적 16,500m2 지하1층 지상3층 연면적 6,912m2의 규모로, 철근콘크리트조 건축물로 2014년 4월 개장 예정이다. 중원문화권역 문화유적에 대한 조사연구와 보존관리를 위하여 설립되었으며, 중원출토유물보관센터(연구소), 전시실, 다목적강당, 사무실, 유물 보존처리실이 설치된다.

## 같이 보기
- 탄금대
- 택견